# Suore vestiarie di Gesù
Le Suore Vestiarie di Gesù (in polacco Zgromadzenie Sióstr Westiarek Jezusa) sono un istituto religioso femminile di diritto pontificio: le suore di questa congregazione pospongono al loro nome le sigla W.J.

## Storia
La congregazione fu fondata nel 1882 a Zakroczym dal frate minore cappuccino Onorato da Biała assieme alla vedova Józefa Kawecka con lo scopo di provvedere di arredi e paramenti le chiese povere.
Le Vestiarie di Gesù sono aggregate all'ordine cappuccino dal 10 marzo 1900 e hanno ricevuto l'approvazione pontificia il 15 agosto 1982.

## Attività e diffusione
Le religiose si dedicano alla confezione di arredi sacri, alla custodia delle sagrestie, all'adorazione eucaristica e alla preparazione dei fanciulli ai sacramenti.
Oltre che in Polonia, contano comunità negli Stati Uniti d'America; la sede generalizia è a Varsavia.
Alla fine del 2008 la congregazione contava 85 suore in 12 case.